# Stylida
Stylida (in greco Στυλίδα?) è un comune della Grecia situato nella periferia della Grecia Centrale (unità periferica della Ftiotide) con 14118 abitanti secondo i dati del censimento 2001.
A seguito della riforma amministrativa detta Programma Callicrate in vigore dal gennaio 2011 che ha abolito le prefetture e accorpato numerosi comuni, la superficie del comune è ora di 464 km² e la popolazione è passata da 6858 a 14118 abitanti.

## Amministrazione

### Gemellaggi
- Amelia